# 斯坦齐翁诺-奥亚申斯基
斯坦齐翁诺-奥亚申斯基（羅馬化：Stantsionno-Oyashinskiy）是俄罗斯新西伯利亚州的工人村（市级镇），属莫什科沃区，地处新西伯利亚州东北部，位于鄂毕河流域巴尔塔河（Балта）畔，在区行政中心莫什科沃及州府新西伯利亚东北方，距新西伯利亚州与托木斯克州州界约25公里。R255公路（西伯利亚公路）从该镇西北侧经过。
该地2021年人口有4,824人；2010年人口4,575；2002年人口4,750；1989年人口4,875。